# Tomasz Truskolaski
Tomasz Truskolaski (ur. przed 20 grudnia 1750, zm. 4 listopada 1797 w Warszawie) – polski aktor i antreprener (dyrektor teatru).

## Życiorys
Pochodził ze szlacheckiej rodziny Truskolaskich herbu Ślepowron osiadłej na Podlasiu. Mąż aktorki Agnieszki Truskolaskiej, ojciec aktorki Józefy Ledóchowskiej i gitarzysty Romualda Truskolaskiego.

## Działalność artystyczna
W roku 1774 wstąpił z żoną do zespołu Teatru Narodowego w Warszawie. W lipcu roku 1780 wraz z żoną i Kazimierzem Owsińskim potajemnie wyjechali z Warszawy do Lwowa, gdzie założyli pierwszą w tym mieście antrepryzę teatru polskiego, działającą do września roku 1783. Ponadto z kompanią aktorów warszawskich występował w Lublinie i Poznaniu. Wiosną roku 1797 grał w Gdańsku i Łowiczu, a w sierpniu przejął od Józefa Nowickiego przywilej na występy w Prusach Południowych.